# Népi Mozgalom Párt
A Népi Mozgalom Párt (románul: Partidul Mișcarea Populară) kereszténydemokrata konzervatív párt, amelyet Traian Băsescu javaslatára alapítottak meg 2013. július 23-án Romániában. A 2014-es romániai Európai Parlamenti választáson a párt 6,2 százalékot kapott, és 3 mandátumot nyert, ezzel bekerült az Európai Unió parlamentjébe.